# كونستانتينوفسك
كونستانتينوفسك (بالروسية: Константиновск) هي إحدى مدن روسيا في الكيان الفدرالي الروسي روستوف أوبلاست.

## أعلام
- ليف موخن